# Finnboda varvs svets- och verkstadshall

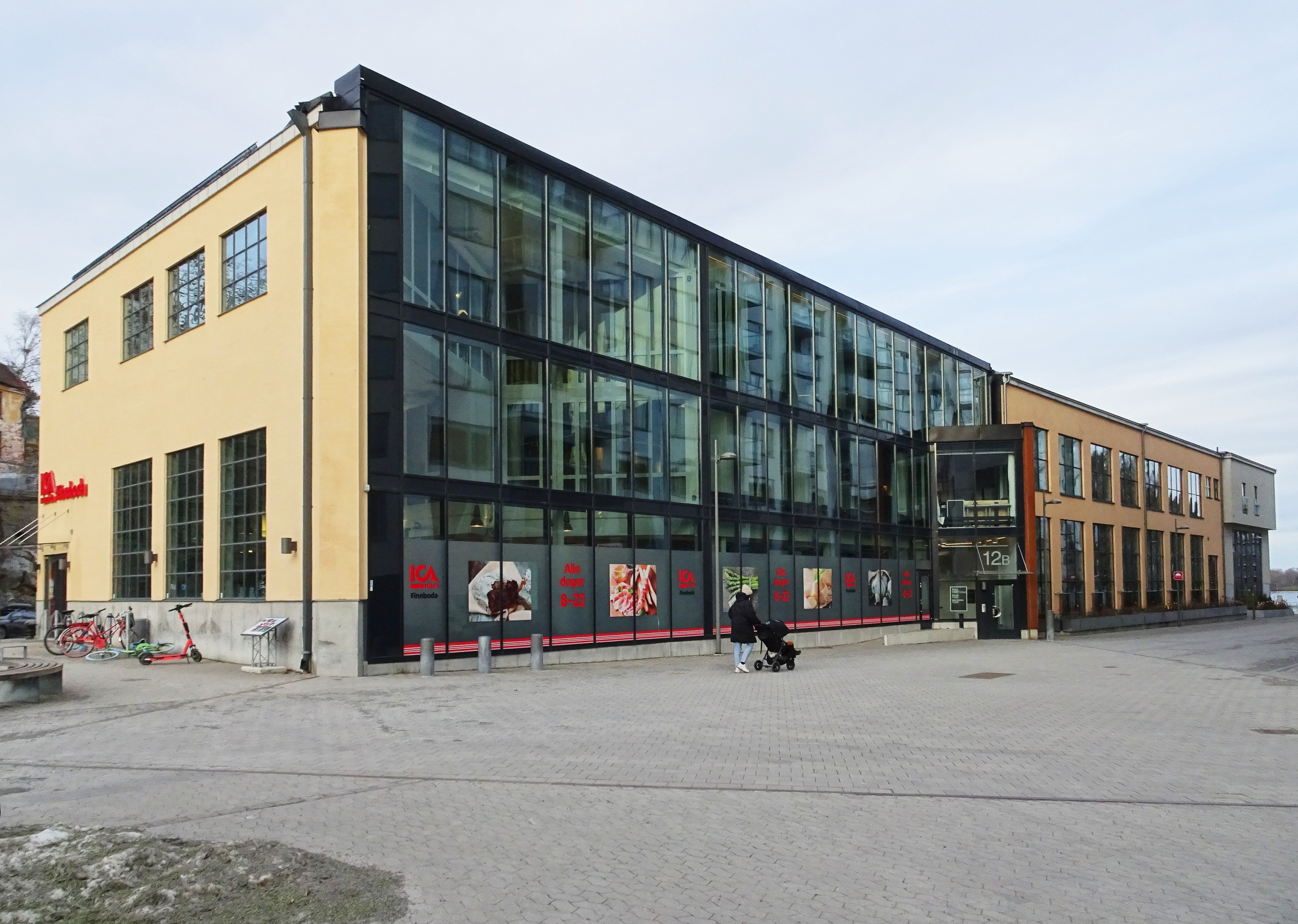
Före detta Finnboda svets- och verkstadshall, 2022. Butiks- och kontorsdelen till vänster och bostadsdelen längst bort till höger.

Finnboda varvs svets- och verkstadshall (fastigheten Sicklaön 37:74 och 37:75) är en kulturhistoriskt värdefull industribyggnad belägen vid Finnboda Varvsväg 12 i bostadsområdet Finnboda på nordvästra Sicklaön i Nacka kommun. Svets- och verkstadshallen representerar en av byggnaderna som tillhörde Finnboda varv och som ansågs värd att bevara. Fastigheten har en q-märkning i gällande detaljplan, vilket innebär att den ej får rivas eller exteriört förvanskas. Byggnaden inhyser idag bland annat livsmedelsbutik, kontor och bostäder.

## Historia

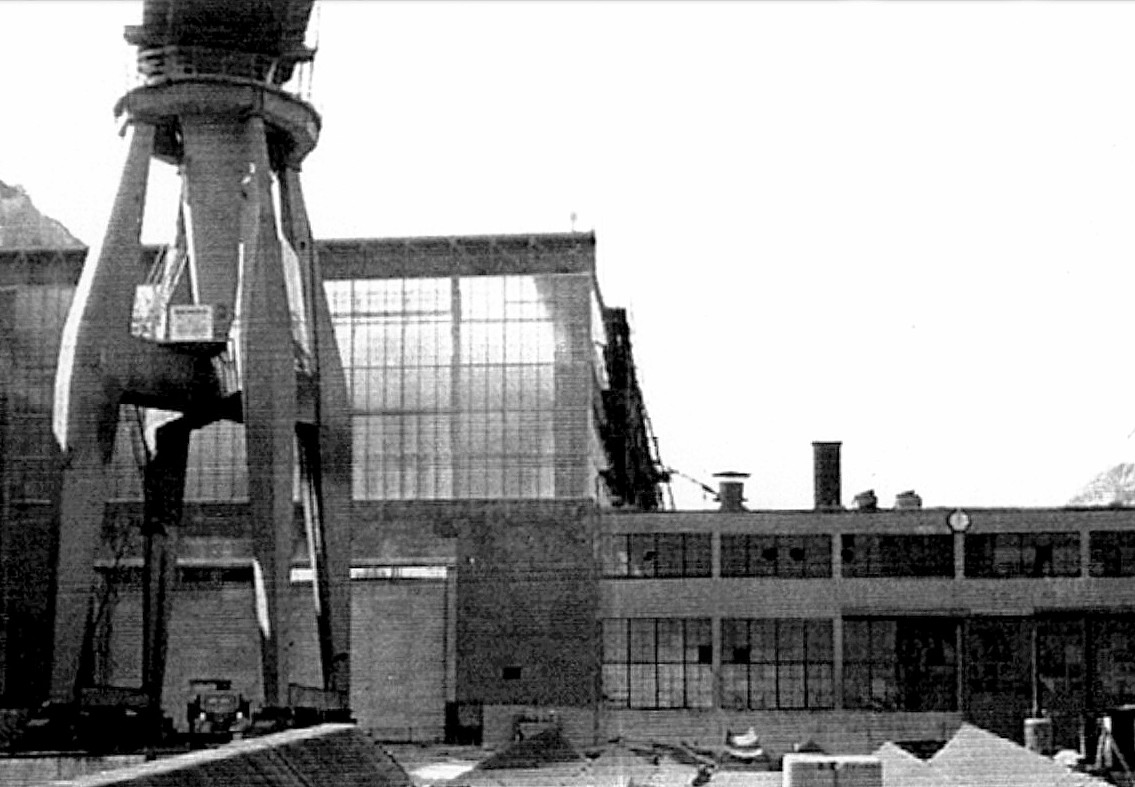
Nya svetshallen under uppförande, 1958.

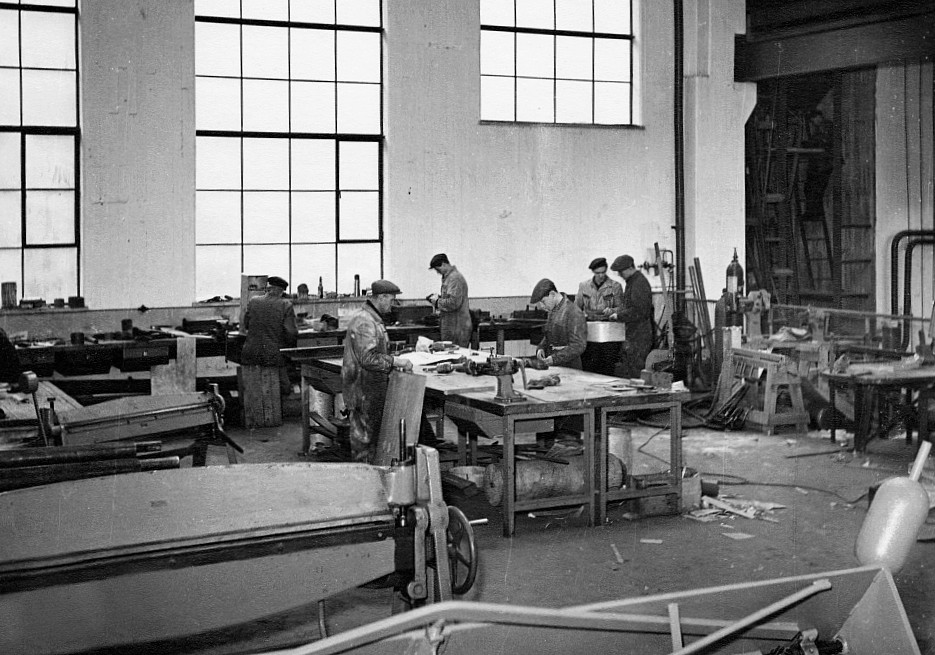
Interiör från tunnplåtverkstaden, 1949.

Varvets svets- och plåtverkstadshallar uppfördes under flera etapper mellan 1919 och 1959 och bestod slutligen av sju sammanbyggda volymer som sträckte sig från stapelbäddens kortända inåt varvsområdet och i en vinkel runt Finnbergets fot. I det stora byggnadskomplexet ingick: Plåtslageriverkstad 1 (byggd 1919), Plåtslageriverkstad 2 (byggd 1939), Plåtslageriverkstad 3 (byggd 1959), Svetshall 2 (byggd 1959), Svetshall 3 (byggd 1943), Verkstadsbyggnad (byggd 1947) och Optiska tornet (byggt 1959). Av dessa byggnader skulle enligt detaljplanen bevaras Svetshall 3 och Verkstadsbyggnaden samt den snedskurna förrådsbyggnaden med tegelfasad mot väster, troligen uppförd i början av 1940-talet.
Svetshall 3 byggdes efter ritningar av AB ASA daterade 1942 och placerades längst i norr närmast stapelbädden. Arkitekturen var funktionalistisk med slätputsade fasadytor och stora fönster och stod i stark kontrast till de äldre verkstadsbyggnader som den sammanbyggts med. De kom sedermera att rivas och ersättas av Verkstadsbyggnaden från 1947 och Svetshall 2 från 1959. 
Verkstadsbyggnaden uppfördes 1947 på platsen för de gamla verkstäderna. Byggmästare var Olle Engkvist och arkitekt Å. Sandberg. Tanken var att modernisera verksamheten i verkstaden som efter nybygget rymde flera grenar såsom rörverkstad, smedja, tunnplåtslageri och spantverkstad. Verkstadshallen gestaltades liksom Svetshallen i funktionalistisk stil och fick dagsljus genom en längsgående taklanternin samt stora industrifönster av stål som bildar en nedre och en övre rad.

## Byggnadens vidare öden

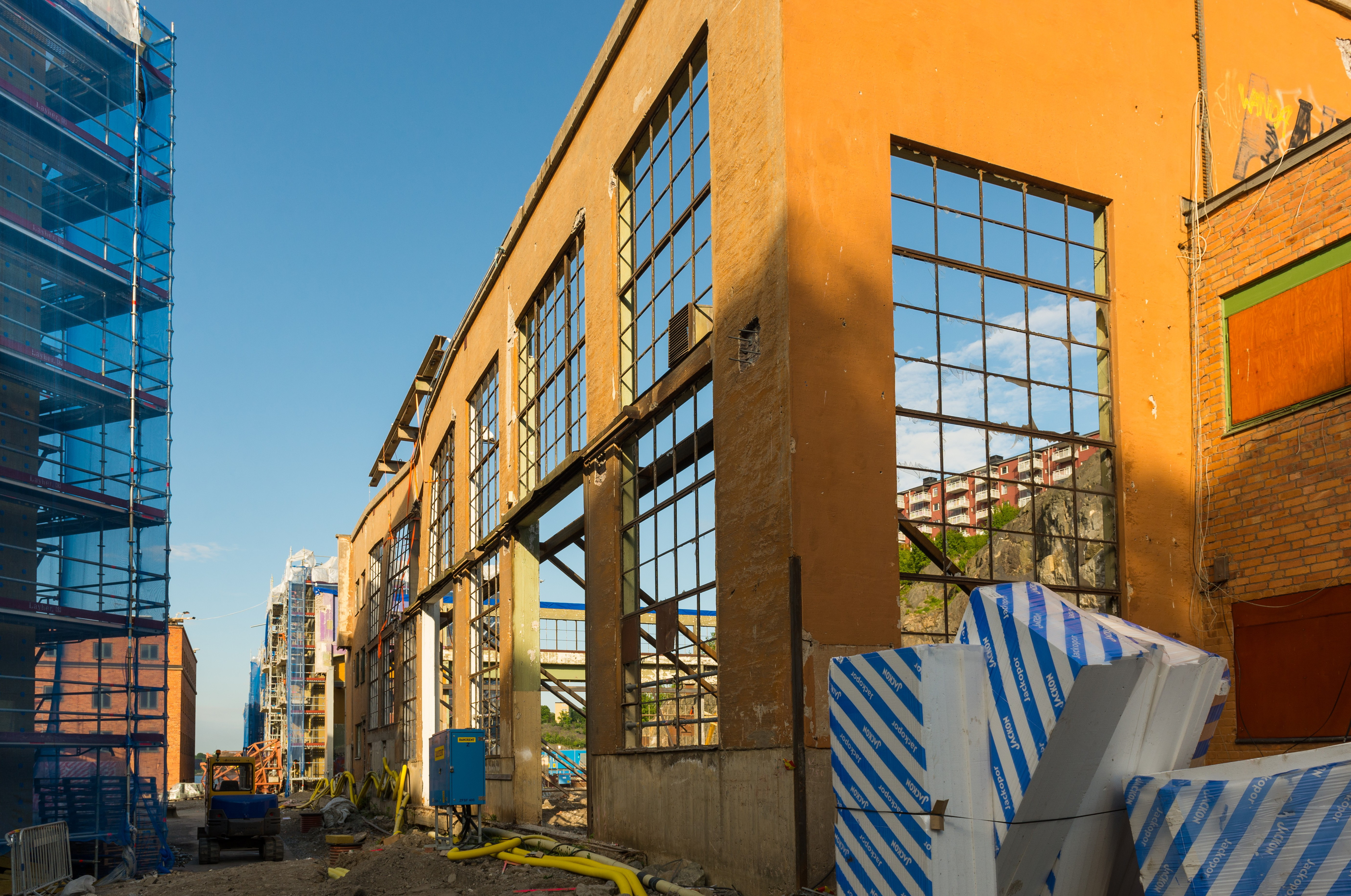
Rivningsarbeten i maj 2013.

Efter nedläggningen av varvsverksamheten 1991 förvärvades hela området 1997 av HSB med syftet att skapa ett attraktivt bostadsområde delvis integrerat med verksamheter. Under en övergångstid och i väntan på rivning och ombyggnad hyrdes byggnadskomplexets lokaler ut till bland annat klädföretaget Diesel som fanns i Verkstadsbyggnaden samt nattklubben Docklands och rejvarrangören Fritt Forum som huserade i Svetshallen.
I detaljplanen från år 2003 fick byggnadsdelen som skulle bevaras en q-märkning samt beteckningen HKC vilket medger nyttjande för handel, kontor och centrum. En omfattande rivning pågick mellan 2012 och 2015 där i princip bara ytterväggarna fick stå kvar. 
Den norra delen byggdes sedan om till bostäder efter ritningar av Nyréns arkitektkontor som utåt behöll den tidigare industrihusfasaden med sina stora fönsteröppningar. Innanför volymen skapades en gemensam entrégård, utskuren ur den stora byggnadskroppen. Innergårdens fasader är klädda med skivor av varmförzinkad plåt och högtryckslaminat med ytskikt av träfaner. Här finns 40 bostadsrättslägenheter som ägs av Brf Finnboda Dockland.
Den södra delen inklusive tegelhuset (även kallad Spantverkstaden) förvandlades till livsmedelshallen ICA Finnboda som öppnade i september 2015. På de övre planen byggdes kontorslokaler. För utformningen svarade Ankar Arkitekter. Butiks- och kontorsdelen ägs av Vimpelkullen Fastigheter AB.

### Bilder (efter ombyggnaden)

Bostadsdelen
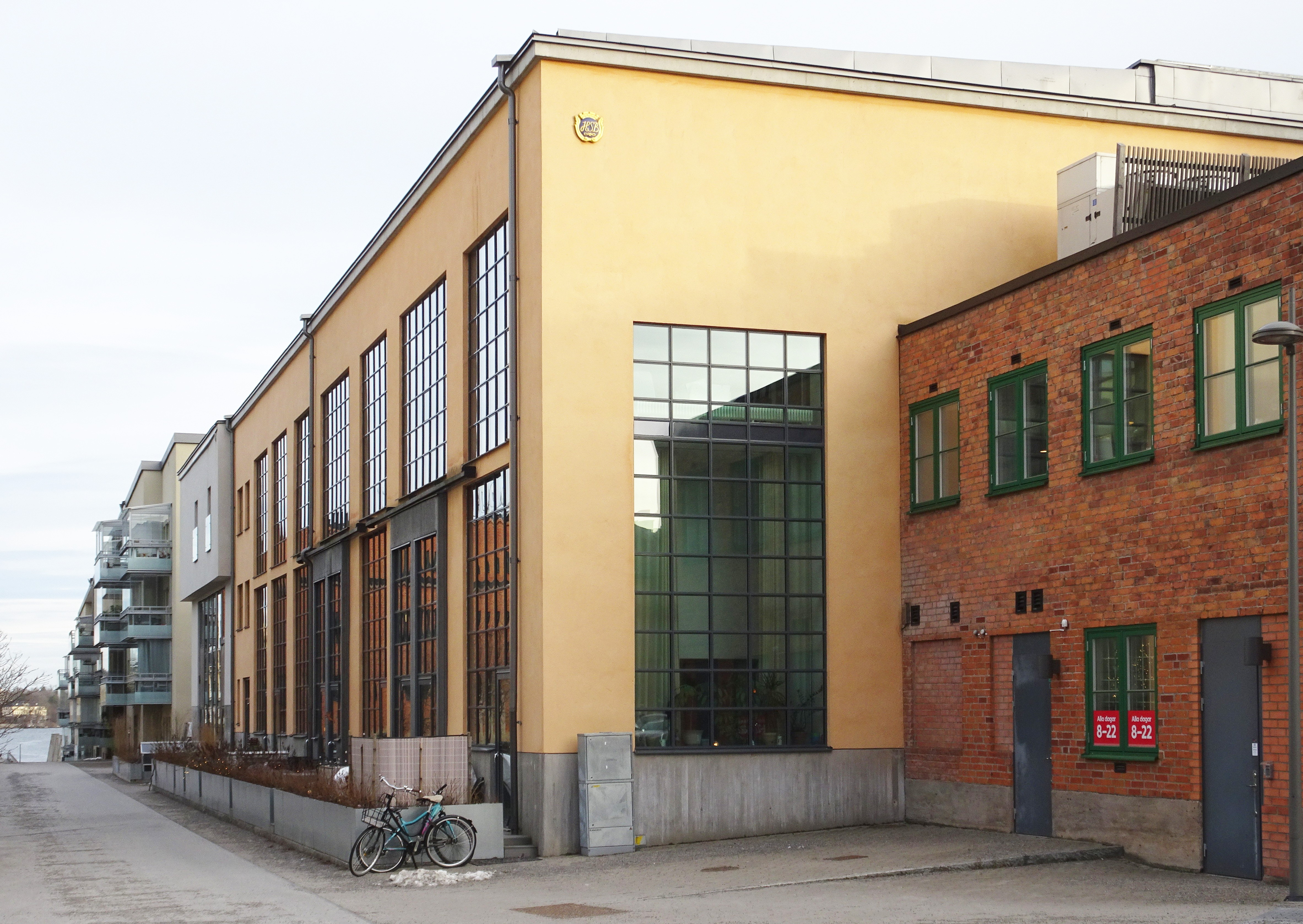
Bostadsdelen, fasad mot väster.
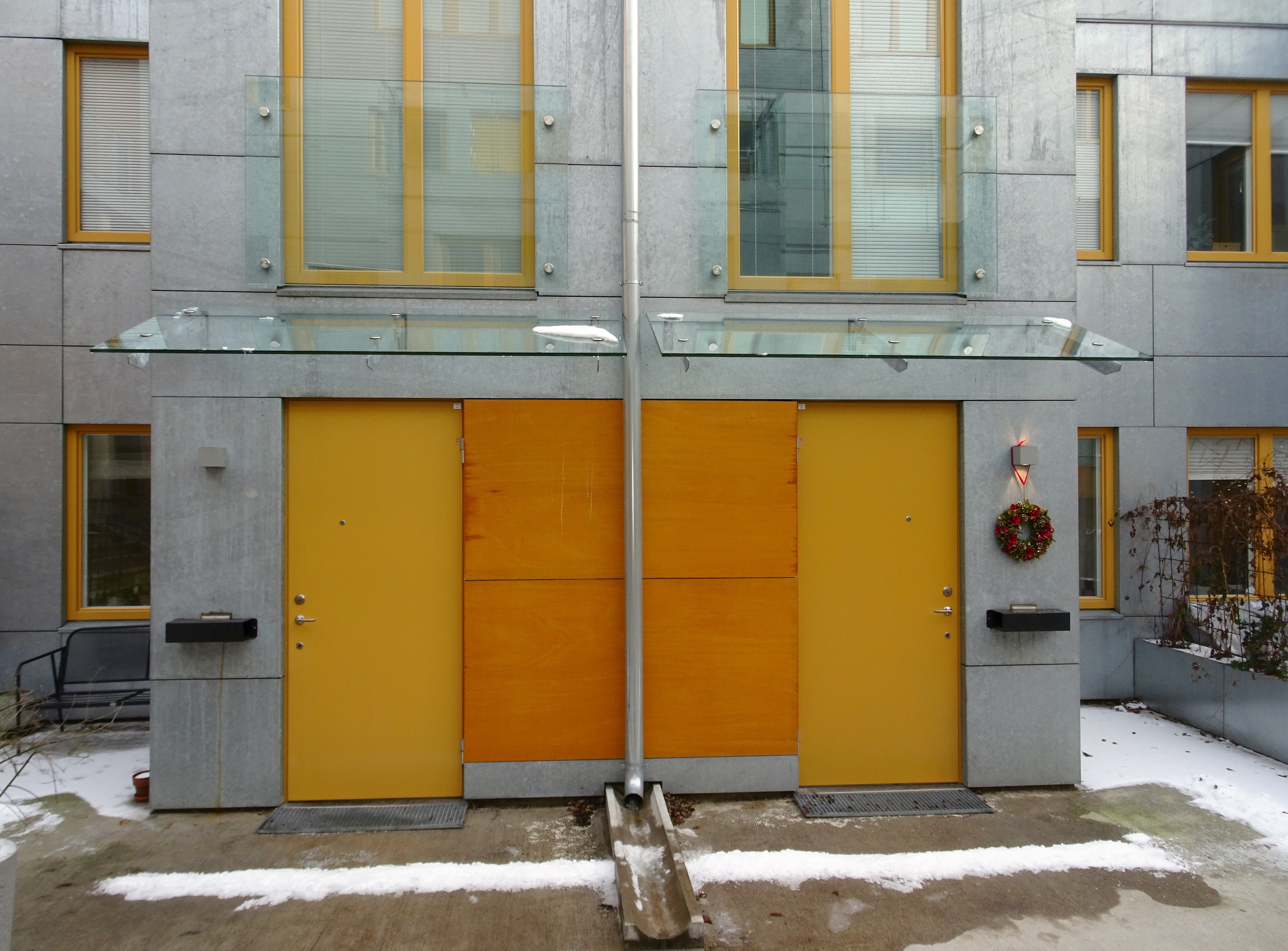
Bostadsdelen, innergården.
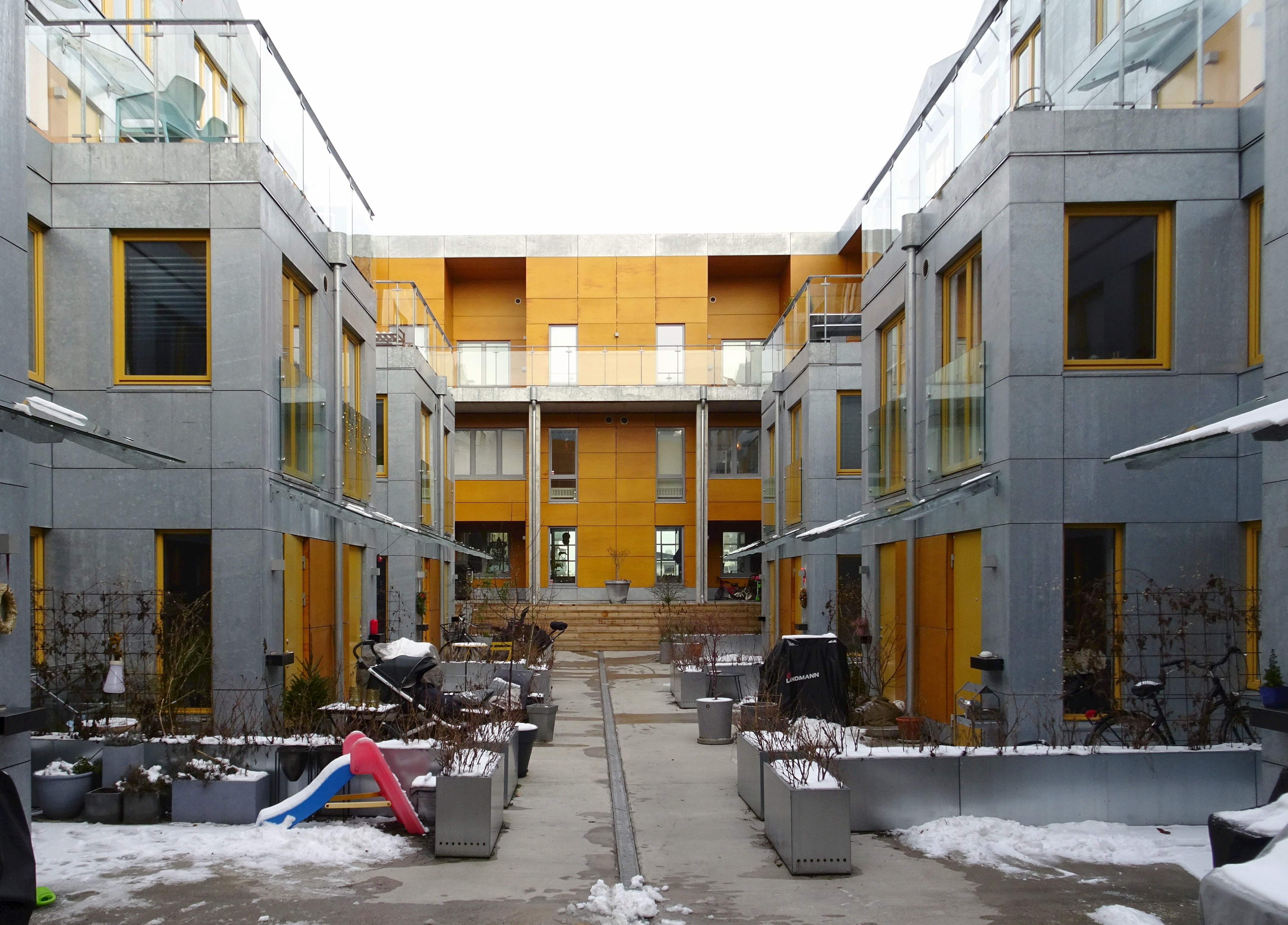
Bostadsdelen, innergården.
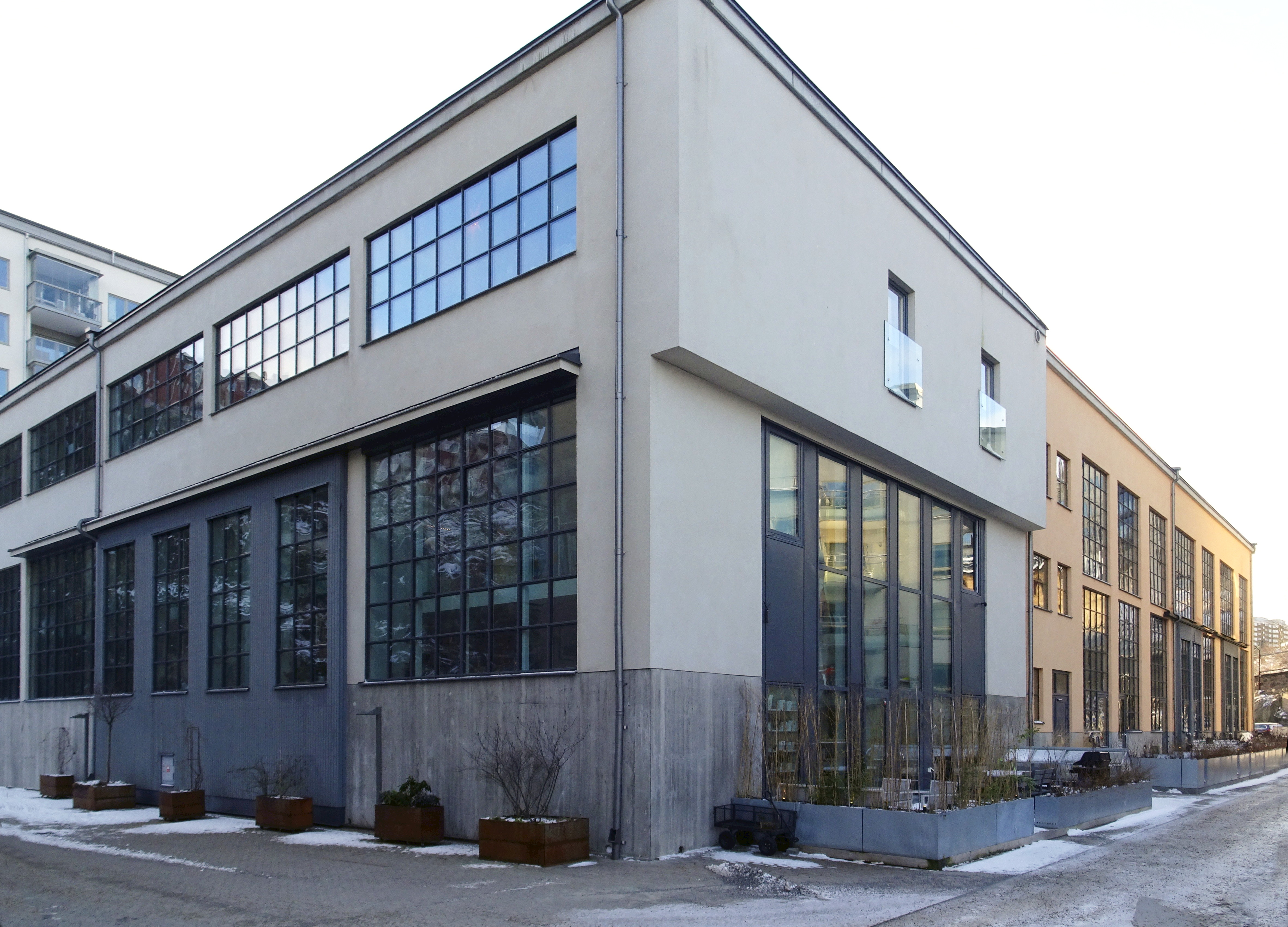
Bostadsdelen, fasad mot norr.

Butiks- och kontorsdelen
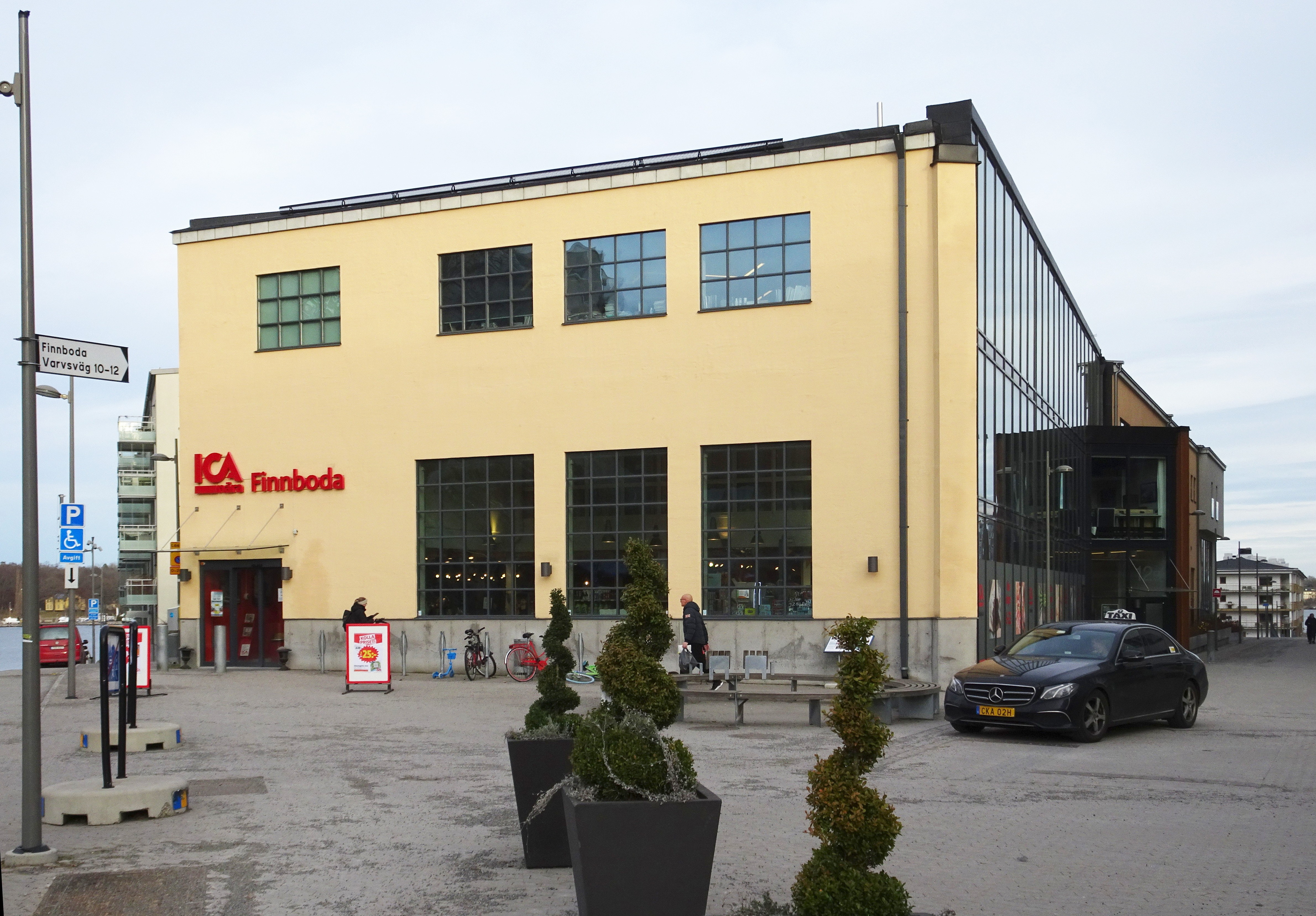
Butiksdelen (ICA Finnboda).
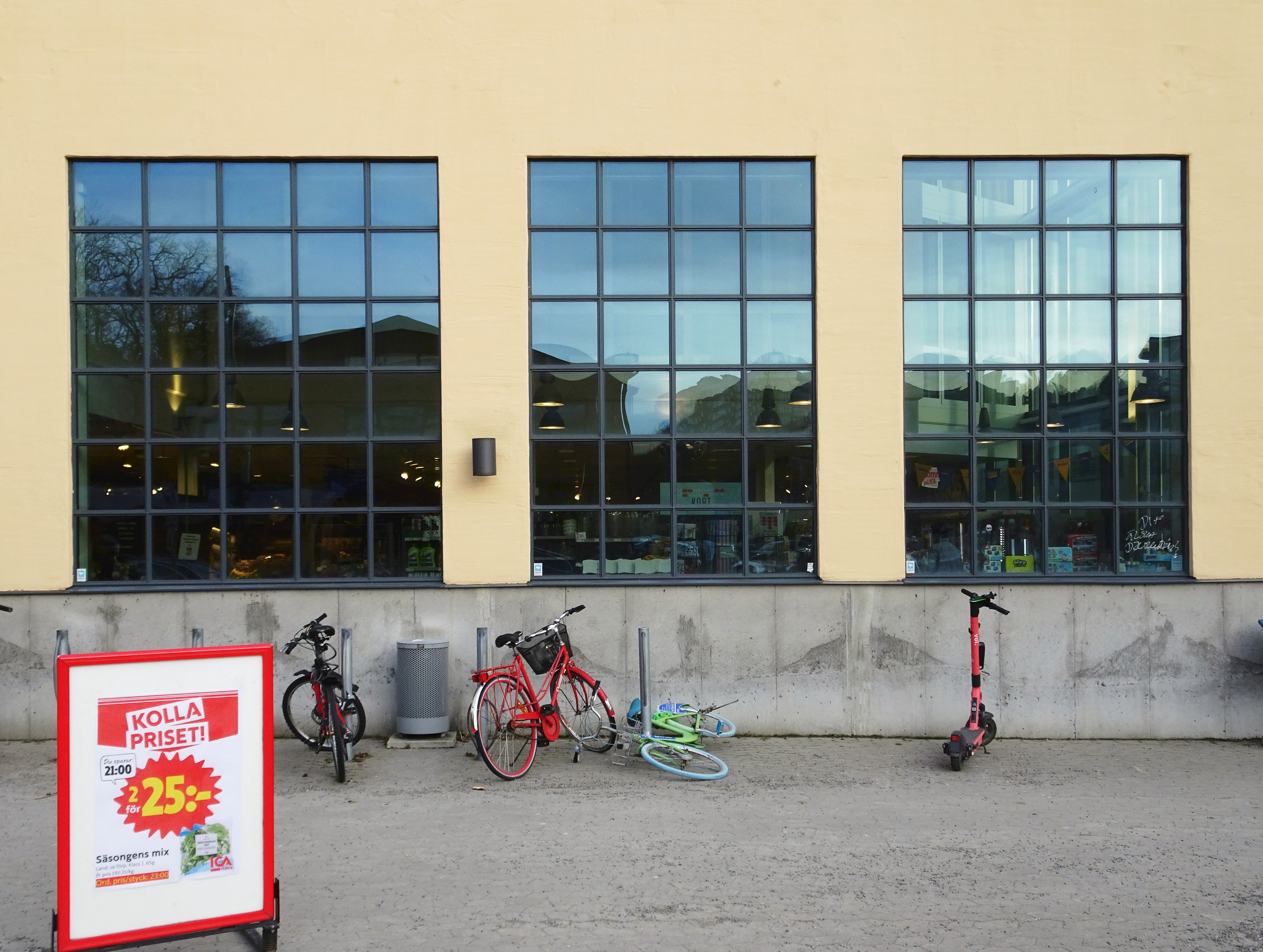
Butiksdelen, fasaddetalj.
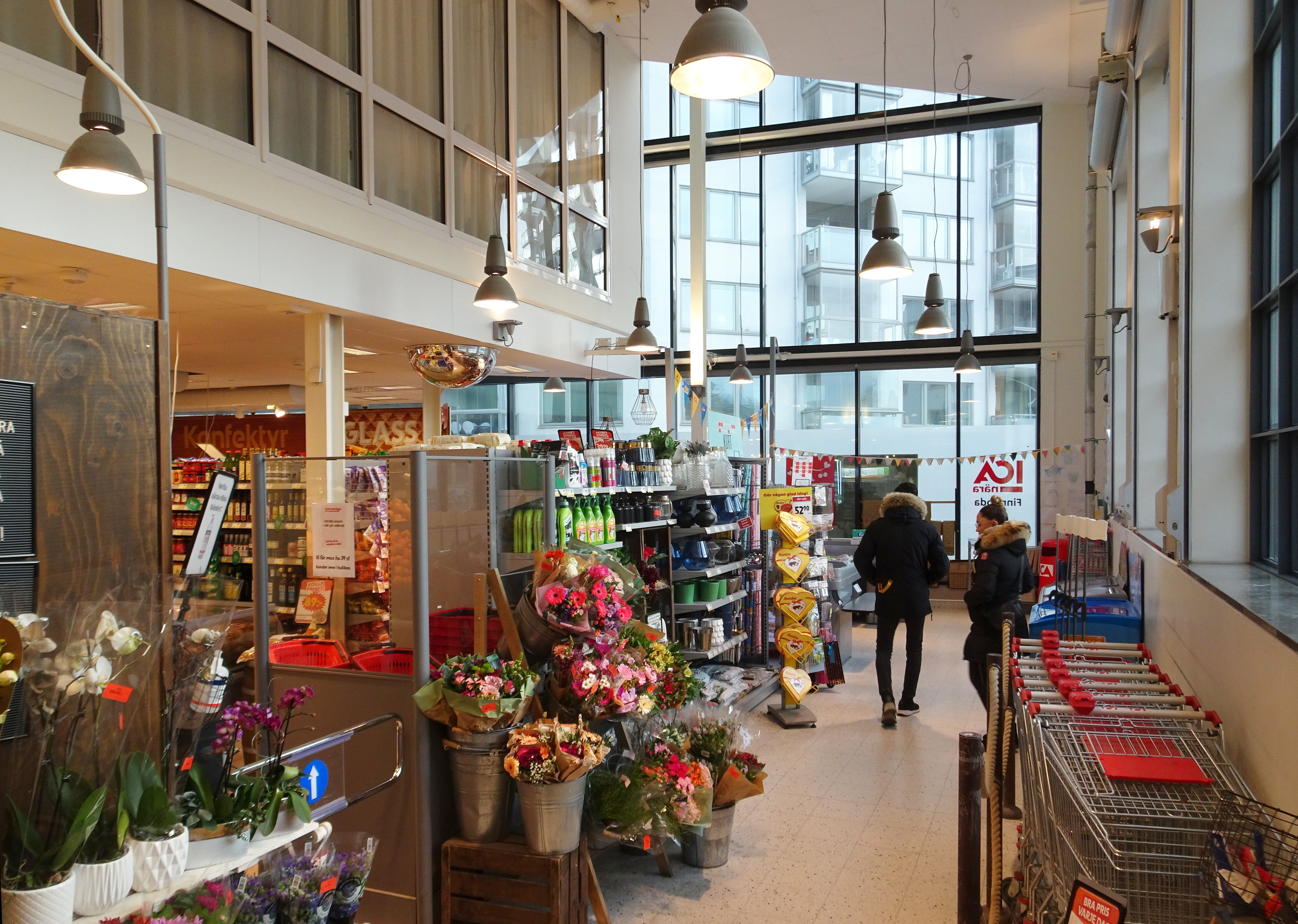
Butiksdelen (ICA Finnboda).
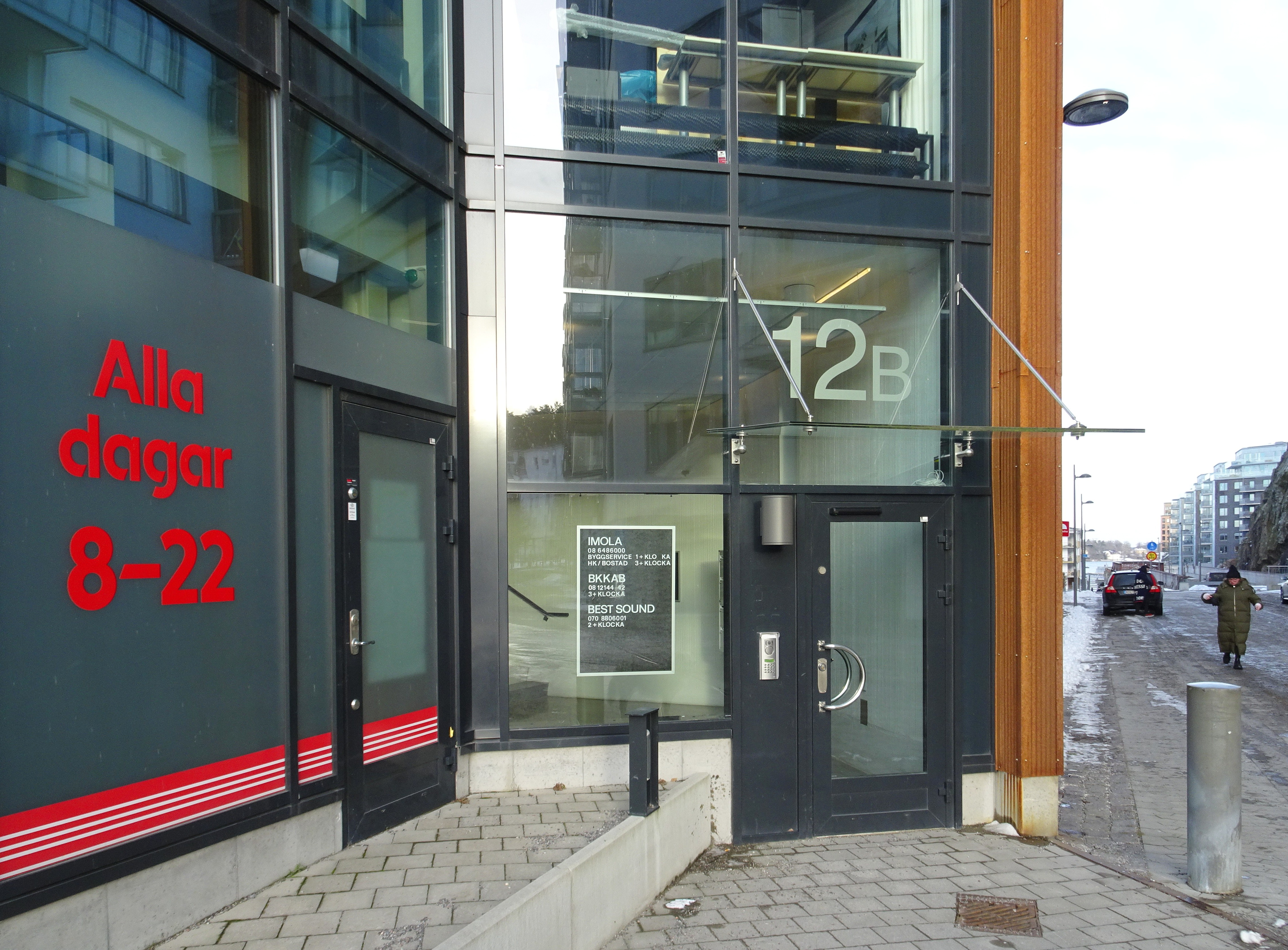
Kontorsdelens entré.

## Andra bevarade byggnader från varvstiden
- Finnboda varvs affärs- och ritkontor
- Finnboda varvs ångmaskinverkstad
- Finnboda varvs marketenteri
- Finnboda varvs snickeri- och timmermansverkstad
- Finnboda varvs verkstadskontor
- Beckbrukets chefsbostad